# Ulak Paceh
Ulak Paceh is een bestuurslaag in het regentschap Musi Banyuasin van de provincie Zuid-Sumatra, Indonesië. Ulak Paceh telt 2973 inwoners (volkstelling 2010).